# La Reforma
La Reforma è un comune del Guatemala facente parte del dipartimento di San Marcos.